# Edward F. Arn
Edward Ferdinand Arn, född 19 maj 1906 i Kansas City, Kansas, död 22 januari 1998 i Wichita, Kansas, var en amerikansk republikansk politiker och jurist. Han var Kansas guvernör 1951–1955.
Arn studerade vid University of Kansas och deltog i andra världskriget som officer i USA:s flotta. Han var Kansas justitieminister 1947–1949 och tjänstgjorde som domare i Kansas högsta domstol 1949–1950.
Arn efterträdde 1951 Frank L. Hagaman som guvernör och efterträddes 1955 av Fred Hall. Arn avled 1998 och gravsattes i Wichita.